# Neoserica laotica
Neoserica laotica är en skalbaggsart som beskrevs av Frey 1972. Neoserica laotica ingår i släktet Neoserica och familjen Melolonthidae. Inga underarter finns listade i Catalogue of Life.